# Redfall
Redfall je střílečka z pohledu první osoby vyvinutá studiem Arkane Studios, kterou vydala společnost Bethesda Softworks. Hra byla vydána 2. května 2023 pro Windows a Xbox Series X/S.

## Hratelnost
Redfall je střílečka z pohledu první osoby s otevřeným světem, která nabízí jak mód pro jednoho hráče, tak mód pro více hráčů. Hráči si mohou vybrat jednu ze čtyř hratelných postav, se kterou mohou bojovat proti upírům či ostatním hráčům.

## Děj
Hra se odehrává ve fiktivním ostrovním městečku Redfall ve státě Massachusetts. Po neúspěšném vědeckém experimentu napadla město legie upírů a oddělila ho od okolního světa. Hráči, uvěznění uvnitř Redfallu, si musí vybrat jednoho ze čtyř unikátních přeživších – kryptozoologa a vynálezce Devindera Crousleyho, telekinetickou studentku Laylu Ellisonovou, ženistu Remiho de la Rosy a nadpřirozeného ostrostřelce Jacoba Boyera, jejichž úkolem je zabít své nepřátele.

## Vývoj
Hra Redfall byla oznámena 13. června 2021 na E3 2021. Spoluautor hry Ricardo Bare prohlásil, že hra bude pokračovat v tradici Arkane Studios, kdy se každá hra liší od té předchozí, ale stále se soustředí na hluboké budování světa a nápadité herní mechanismy.

## Vydání
Dne 12. května 2022 bylo oznámeno, že vydání hry bylo odloženo na první polovinu roku 2023. Dne 25. ledna 2023 studio Arkane Studios oznámilo, že hra vyjde 2. května 2023.